# Bandera de Vall de Cardós
La bandera oficial de Vall de Cardós (Pallars Sobirà) té la següent descripció
Bandera apaïsada, de proporcions dos d'alt per tres de llarg, blau fosc, amb dos triangles de color blanc a la part inferior, el primer amb un catet d'1/2 de l'alçària del drap a la vora de l'asta i l'altre de llargària 1/2 de la del mateix drap a la vora inferior; i el segon, igual a la vora del vol; i el card de tres flors groc de l'escut, d'alçària 7/9 de la del drap, al centre.
Va ser aprovada en el ple de l'ajuntament del 19 de juny de 2002, i publicada en el DOGC el 15 d'octubre de 2002 amb el número 3740.